# 港鐵巴士K75P綫
港鐵巴士K75P綫是香港港鐵公司經營的一條接駁屯馬綫之港鐵巴士路線。
港鐵巴士K75S綫，循環來往港鐵天水圍站及洪福邨，旨在向洪水橋洪福邨之居民提供接駁屯馬綫的巴士服務。此路線只於星期一至五繁忙時間提供服務。

## 簡介
九廣鐵路公司原本計劃於九廣西鐵通車後，將原有657改稱K75，並於平日繁忙時間延長至天瑞邨，同時開辦K72線（天瑞↔天水圍站），以疏導輕鐵人流。
但因天水圍北支線通車初期，輕鐵服務強差人意，因此將平日繁忙時間天瑞至洪水橋的班次提早於2003年11月12日投入服務，並正名為K75P，正式與K75分拆，方便居民識別，並於2003年12月9日至2004年1月28日期間提供免費服務，以協助乘客適應九廣西鐵及輕鐵新支線通車後的服務安排，直至2004年1月29日才結束免費服務。
本線的提早服務，加上九廣鐵路公司決定於2004年4月9日新增輕鐵706線，令原本九鐵規劃的K72線沒有開辦。本線則接替了這個角色。
2011年9月，本線曾經私下減班，只出4輛車行走星期六時間表；同年10月3日，本線正式被減班。
2012年12月24日，因應受田廈路擴闊工程影響，往洪水橋方向於停靠天盛苑站（西行）後，將跟隨其主線K75行走，直至返回天盛苑站（東行）；同時設立星期一至五由天瑞經洪天路單向往洪水橋的特別班次，為期約2年。
因應洪水橋洪福邨於2015年7月入伙，港鐵公司於5月中向元朗區議會呈交提升港鐵巴士K75及K75P綫服務之計劃文件，當中建議此路綫與K75合二為一，停辦此路綫後以加密後者班次、延長後者至天瑞作替代及增設往返洪福邨的K75S特別班次取代，但計劃未獲區議會通過。港鐵其後修訂計劃，此路綫定於2015年8月16日實施以下改動：
- 提升至全日服務；
- 於洪水橋及廈村一帶路段改為逆時針行走，跟隨K75的行法（亦即跟從上述田廈路擴闊工程期間的行走方式）；
- 往天瑞方向加停洪天路「洪福邨」分站。

港鐵公司同時建議增設繁忙時間短途班次K75S，穿梭於天水圍站與洪福邨間，以向該邨居民提供屯馬綫接駁巴士服務。當時建議此路綫雙邊設置總站，而沿途不設任何中途站。此路綫其後獲修訂為循環運作，以港鐵天水圍站為總站，並補回K75及K75P於此路綫沿路設立的所有分站。
K75S綫最後於2015年8月17日投入服務。翌年3月27日，K75S線取消星期六的服務。
2016年5月29日，橋昌路東公共運輸交匯處因居屋屏欣苑建築工程而永久關閉，K75S終點站臨時遷往屏廈路東行近天盛苑；起點站則遷往屏廈路北行近橋發街，直至2018年10月2日。
2021年8月30日：因應K75線取消。
- K75P增設一班由石埗路站開往天瑞班次，於每天05:20開出
- K75S平日下段尾班車延至20:00開出

## 服務時間及班次
K75P
| 天瑞開 | 天瑞開      | 天瑞開       |
| 日期   | 服務時間    | 班次（分鐘） |
| ------ | ----------- | ------------ |
| 每日   | 05:40-23:40 | 10-15        |

K75P特別班次
- 石埗路→天瑞
  - 每日：05:20

K75S
| 天水圍站開 | 天水圍站開              | 天水圍站開   |
| 日期       | 服務時間                | 班次（分鐘） |
| ---------- | ----------------------- | ------------ |
| 星期一至五 | 07:00-09:00             | 12           |
| 星期一至五 | 09:00-17:30期間不設服務 |              |
| 星期一至五 | 17:30-19:30             | 12           |
| 星期一至五 | 19:30-20:00             | 15           |

星期六、日及公眾假期不設服務

## 收費
| 標準車費              | 標準車費                                                  | 現金 | 八達通 |
| --------------------- | --------------------------------------------------------- | ---- | ------ |
| 成人                  | 成人                                                      | $5.1 | $5.1   |
| 特惠                  | 小童                                                      | $2.2 | $2.2   |
| 特惠                  | 長者（65歲或以上） 「殘疾人士身分」個人八達通（12歲以下） | $2.2 | $2.0   |
| 特惠                  | 「學生身分」個人八達通                                    | $5.1 | $2.2   |
| 特惠                  | 「殘疾人士身分」個人八達通（12-64歲）                     | $5.1 | $2.0   |
| 「樂悠咭」（60-64歲） |                                                           | $5.1 | $2.0   |

| - 3至11歲為小童；65歲或以上為長者。 - 乘客可以現金或八達通於上車時付款，不設找續。 - 合資格學生使用「學生身份」個人八達通繳付車資，可享有特惠車費優惠，費用相等於小童車費，如以現金繳付車費，則必須繳付成人車費。 - 65歲或以上長者使用「樂悠咭」，以及合資格殘疾人士（包括12歲以下合資格殘疾兒童）使用「殘疾人士身份」個人八達通（包括「樂悠咭」）繳付車資，可享有每程$2.0或特惠車費（以較低者為準）的票價優惠；65歲或以上長者如使用長者或一般個人八達通繳付車資，則只可享有相等於小童車費優惠；12至64歲殘疾人士如以現金繳付車費，則必須繳付成人車費。 - 60至64歲香港居民使用「樂悠咭」繳付車資，可享有每程$2.0或成人車費（以較低者為準）的票價優惠，如以現金繳付車費，則必須繳付成人車費。 - 持有全月通2（屯門—南昌）或全月通3（屯門—紅磡）之乘客在車票有效期內確認八達通乘搭本路綫，可獲免費。 - 持有屯門—南昌全日通、遊客全日通或港鐵認可之指定智能車票之乘客在車票有效期內確認有效車票，可獲免費乘搭本路綫。 - 所有港鐵車票（包括但不限於輕鐵車票、港鐵紀念車票及搭十送一車票等；不包括屯門—南昌全日通及指定日子使用的紀念車票），不會獲得免費轉乘優惠。 - 每位成人乘客可免費攜帶最多兩名3歲以下而不佔座位的兒童乘客乘車，超額之3歲以下小童必須繳付小童車費乘車。 - 港鐵公司職員及家屬（不包括外判職員）可免費乘搭本路綫，惟必須拍職員或職員家屬八達通。 - 使用八達通的乘客，於上車拍卡後一小時內轉乘港鐵重鐵網絡（機場快綫除外）／輕鐵，或於港鐵重鐵網絡（機場快綫除外）出閘／輕鐵出站後一小時內轉乘本綫，本路綫車資可獲減免。 - 如轉乘模式為輕鐵／港鐵巴士→港鐵（屯馬綫）→輕鐵／港鐵巴士，整個轉乘行程不可超過兩小時。 |

- 由本路綫於上車後1小時內轉乘K65綫、K76綫，或由上述路綫轉乘本路綫，可免收車資。

## 使用車輛
本線常見車款有亞歷山大丹尼士Enviro 500（825-833）、亞歷山大丹尼士Enviro 500 MMC（5xx）、富豪B9TL（3XX），有時亦會使用亞歷山大丹尼士Enviro 400（14x）行駛。
富豪奧林比安（2xx）和丹尼士三叉戟（7xx）全數退役前主要行走本線。
在轉為全日服務前，上午派出4輛車，下午派出3輛車，字軌編號：751-754。

## 行車路綫
K75P
經：天瑞路、天湖路、天耀路、屏廈路、洪天路、青山公路－洪水橋段、田廈路、屏廈路、天耀路、天湖路及天瑞路。
K75S
經：屏廈路、洪天路及屏厦路。

### 沿綫車站

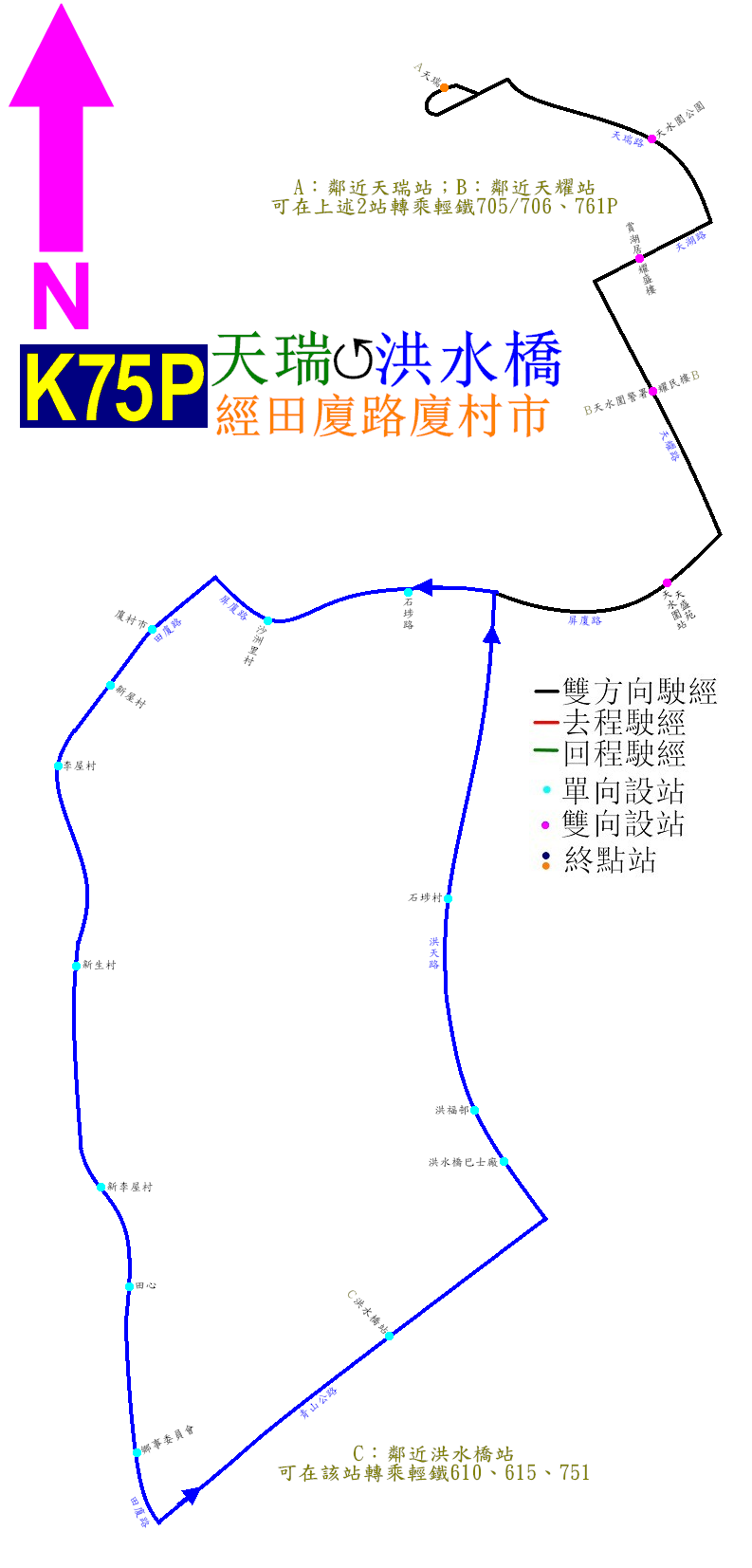
此線的走線圖

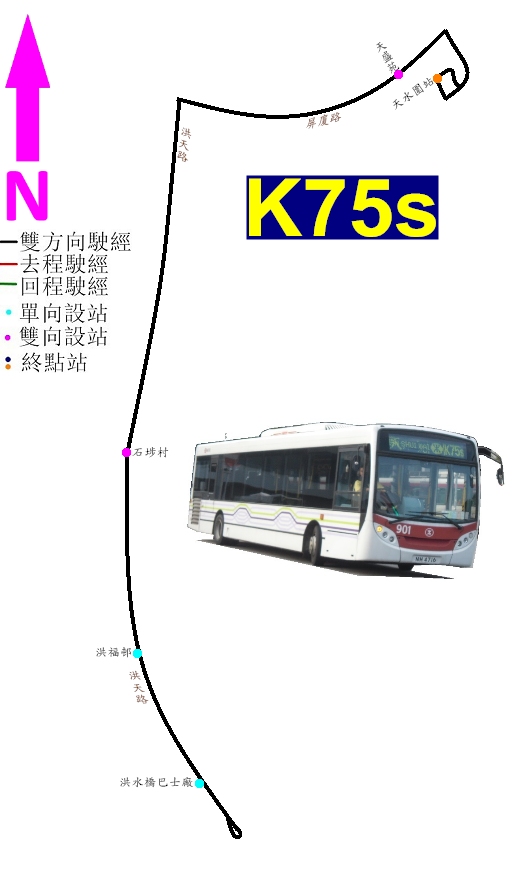
此線的走線圖

K75P
| 天瑞開 | 天瑞開            | 天瑞開             |
| 序號   | 車站名稱          | 位置               |
| ------ | ----------------- | ------------------ |
| 1      | 天瑞              | 天瑞巴士總站       |
| 2      | 天水圍公園        | 天瑞路             |
| 3      | 天耀邨耀盛樓      | 天湖路             |
| 4      | 天耀站            | 天耀路             |
| 5      | 天盛苑 (天水圍站) | 屏廈路             |
| 6      | 石埗路            | 洪天路             |
| 7      | 沙洲里村          | 屏廈路             |
| 8      | 廈村市            | 田廈路             |
| 9      | 新屋村            | 田廈路             |
| 10     | 李屋村            | 田廈路             |
| 11     | 新生村            | 田廈路             |
| 12     | 新李屋村          | 田廈路             |
| 13     | 田心              | 田廈路             |
| 14     | 鄉事委員會        | 田廈路             |
| 15     | 洪水橋站          | 青山公路－洪水橋段 |
| 16     | 洪水橋巴士廠      | 洪天路             |
| 17     | 洪福邨            | 洪天路             |
| 18     | 石埗村            | 洪天路             |
| 19     | 天盛苑 (天水圍站) | 屏廈路             |
| 20     | 天水圍警署        | 天耀路             |
| 21     | 賞湖居            | 天湖路             |
| 22     | 天水圍公園        | 天瑞路             |
| 23     | 天瑞              | 天瑞巴士總站       |

K75S
| 天水圍站開 | 天水圍站開        | 天水圍站開             |
| 序號       | 車站名稱          | 位置                   |
| ---------- | ----------------- | ---------------------- |
| 1          | 天水圍站          | 天水圍站公共運輸交匯處 |
| 2          | 天盛苑 (天水圍站) | 屏廈路                 |
| 3          | 石埗路            | 洪天路                 |
| 4          | 洪水橋巴士廠      | 洪天路                 |
| 5          | 洪福邨            | 洪天路                 |
| 6          | 石埗村            | 洪天路                 |
| 7          | 天盛苑 (天水圍站) | 屏廈路                 |
| 8          | 天水圍站          | 天水圍站公共運輸交匯處 |

## 使用狀況
K75P線洪水橋分站設於可道中學及天主教崇德英文書院旁，有不少學生乘搭本線上下課。同時亦有一些居民會乘搭本線前往天水圍站轉乘屯馬綫，本線亦輔助輕鐵705、706線。而在平日17:30後，及在非上學日時，本線客量頗為冷淡。由於本線以服務學生為主，因此本線亦被界定為學校線（或稱校巴線）。
2015年4月尾，配合洪福邨即將入伙帶來的客量，港鐵建議將本線併入K75，全日提供天瑞至洪水橋服務。同時開辦晨早特別班次由天瑞單向往洪水橋（青山公路南行線）。
自從K75P線於2015年提升至全日服務後，成為廈村及洪福邨來往天水圍站接駁綫的主要路線，亦包括了不少前往天水圍上學的學生，於星期一至五上午繁忙時間，服務往往供不應求，尤以大約07:30左右為甚）。單單在洪福邨巴士站，甚至可以多達60人登車，令雙層巴士頂閘，從而連續多班車於下一站石埗村飛站，引致乘客無法登車。港鐵約於2016年年底，增加一班從港鐵巴士K76綫抽調之單層巴士加班車，並須於洪福邨預留企位，以舒緩石埗村乘客無法登車的情況。
而K75S上午繁忙時間的客量較高，但個別班次載客量可能會因K75P線與此線同時到達洪福邨分站而受到影響。下午繁忙時間則客量較低。
由於K75S線經常吉車遊街，港鐵公司計劃取消K75S線服務，並併入K75P線以改善其服務水平，但此計劃最後不了了之。

## 外部連結
港鐵
- 港鐵巴士K75P綫路線圖 （页面存档备份，存于）
- 港鐵巴士K75S綫路線圖
- 港鐵巴士K75P綫 （页面存档备份，存于）
- 香港巴士大典上的相关条目：港鐵巴士K75P綫
- 香港巴士大典上的相关条目：港鐵巴士K75S綫